# Erhan Bakır
Erhan Bakır (Distretto di Yusufeli, 10 aprile 1982) è un lottatore turco, specializzato nella lotta libera.

## Biografia
È stato allenato da Adem Bereket e Metin Basdemir. La sua squadra di club è stato l'Istanbul Sancaktepe Belediyesi.
Si è messo in mostra a livello giovanile vincendo i mondiali cadetti di Manchester 1998 e Lodz 1999 e gli europei junior di Tirana 2002.
Ha fatto parte della spedizione turca ai XVII Giochi del Mediterraneo di Mersin 2013, dove ha vinto il torneo dei 60 kg. Lo stesso anno si è classificato diciottesimo ai mondiali di Budapest 2013 nella stessa categoria di peso.

## Palmarès
| Anno | Manifestazione          | Sede       | Evento | Risultato | Note |
| ---- | ----------------------- | ---------- | ------ | --------- | ---- |
| 1998 | Mondiali cadetti        | Manchester | 57 kg  | Oro       |      |
| 1999 | Mondiali cadetti        | Łódź       | 58 kg  | Oro       |      |
| 2002 | Europei junior          | Tirana     | 58 kg  | Oro       |      |
| 2010 | Mondiali universitari   | Torino     | 60 kg  | 12º       |      |
| 2013 | Giochi del Mediterraneo | Mersin     | 60 kg  | Oro       |      |
| 2013 | Mondiali                | Budapest   | 60 kg  | 18º       |      |